# Economische Raad voor Vlaanderen
De Economische Raad voor Vlaanderen (ERV) was een Vlaams sociaal-economisch overleg- en adviesorgaan.

## Historiek
De organisatie werd opgericht op 14 februari 1952 onder impuls van onder meer Leo Charels. De installatie vond datzelfde jaar plaats op 17 december. 
De raad was paritair samengesteld uit vertegenwoordigers van de representatieve vakbonden (ABVV, ACV en ACLVB) en werkgeversorganisaties (Boerenbond, LVV, NCMV en VEV). Voorts waren de gouverneurs (en vanaf 18 november 1959 tevens een gedeputeerde) van de vier Vlaamse provincies (Antwerpen, Limburg, Oost- en West-Vlaanderen) en Brabant ambtshalve lid. Later werd de raad verder uitgebreid door middel van coöptatie van enkele professoren, de burgemeesters van de Vlaamse provinciehoofdsteden (Antwerpen, Gent, Brugge en Hasselt) en de directeurs van de provinciale economische raden.
Omstreeks het begin van de jaren '60 groeide de ERV uit tot een volwaardige gesprekspartner van de Belgische Overheid. In 1961 werden in de schoot van de organisatie verschillende commissies opgericht voor o.a. het technisch onderwijs, de industriële watervoorziening en de deconcentratie van Brussel. Ook werden er campagnes op poten gezet voor de vernederlandsing van het Vlaamse bedrijfsleven. Voorts speelde de ERV een belangrijke rol in de creatie en erkenning van de Gewestelijke Ontwikkelingsmaatschappijen (GOM), de opvolgers van de Provinciale Economische Raden.
In 1971 werd de ERV omgevormd tot de Gewestelijke Economische Raad voor Vlaanderen (GERV), een publiekrechtelijke instelling.

## Bestuur
| Tijdspanne  | Voorzitter                    |
| ----------- | ----------------------------- |
| 1952 - 1953 | Maurice Van den Boogaerde     |
| 1954 - 1955 | Richard Declerck              |
| 1956 - 1957 | Pierre van Outryve d'Ydewalle |
| 1958 - 1959 | Louis Roppe                   |
| 1960 - 1961 | Albert Mariën                 |
| 1962 - 1963 | Richard Declerck              |
| 1964 - 1965 | Pierre van Outryve d'Ydewalle |
| 1966 - 1967 | Louis Roppe                   |
| ...         |                               |
| 1970 - 1971 | Andries Kinsbergen            |

| Tijdspanne  | Secretaris           |
| ----------- | -------------------- |
| 1952 - 1953 | André Vlerick        |
| 1954 - 1958 | John van Waterschoot |
| 1958 - 1964 | Lode Claes           |
| ...         |                      |